# 阿莫林 (葡萄牙)
阿莫林是葡萄牙波尔图区的一个堂区。总面积5.65平方公里，总人口2856人，人口密度505.5人/平方公里。